# Ocupação soviética da Romênia

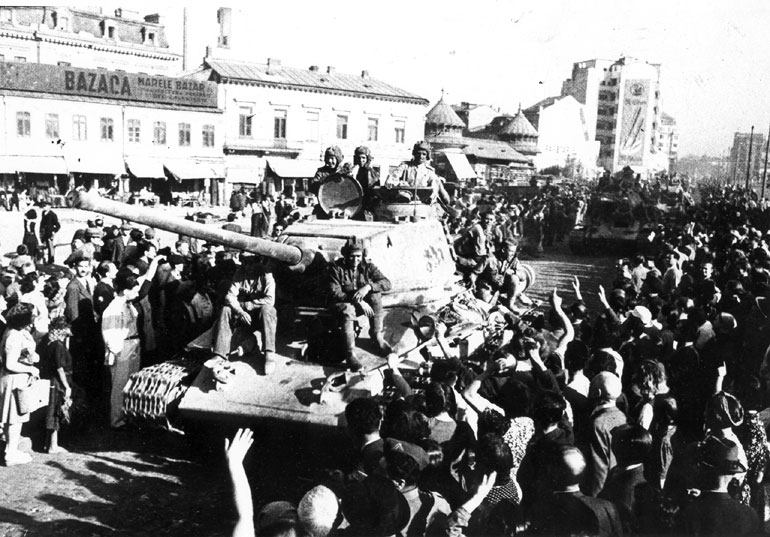
A população de Bucareste cumprimenta o Exército Vermelho entrando na cidade em 31 de agosto de 1944.
Portrait by A. Novikov of the Soviet State Archive.

A ocupação soviética da Romênia  se refere ao período de 1944 a agosto de 1958, durante o qual a União Soviética manteve uma presença militar significativa na Romênia. O destino dos territórios ocupados no leste da Romênia e eventualmente incorporados à União Soviética é tratado separadamente, no artigo Ocupação soviética da Bessarábia e Bucovina do Norte .
Durante a sua ofensiva pela Frente Oriental em 1944, as tropas soviéticas ocuparam a Romênia. A parte noroeste da Moldávia foi ocupada através de combates de maio a agosto, enquanto a Romênia ainda era uma aliada da Alemanha nazista. O restante foi ocupado após a Romênia mudar de lado na guerra, como resultado do golpe real lançado pelo Rei Miguel em 23 de agosto de 1944. Nessa data, o Rei anunciou que a Romênia tinha cessado unilateralmente todas as ações militares contra as forças Aliadas, aceitando a oferta de armistício dos Aliados,  e que tinha entrado em guerra contra as potências do Eixo. Como não ofereceu tréguas formais, o Exército Vermelho ocupou a maior parte da Romênia como território inimigo antes da assinatura do Armistício de Moscou de 12 de setembro de 1944.
A convenção de armistício e depois os Tratados de Paz de Paris de 1947 deu uma base jurídica à presença militar soviética na Romênia, que durou até 1958  , atingindo um pico de cerca de 615.000 soldados em 1946.
Autores soviéticos e a Constituição de 1952 da Romênia refere-se aos acontecimentos de 1944 como a "libertação da Romênia pelo glorioso Exército soviético."  Por outro lado, a maioria das fontes ocidentais e romenas usam o termo "ocupação soviética da Romênia", alguns aplicando-a todo o período de 1944 a 1958.